# Isoftalsyra
Isoftalsyra (1,3-bensendikarboxylsyra) är en aromatisk karboxylsyra med formeln C6H4(COOH)2. Den är isomer till ftalsyra och tereftalsyra. Isotalsyrans salter och estrar kallas isoftalater. Isoftalater är mer lösliga i vatten än orto- och tereftalater.

## Framställning
Isoftalsyra framställs genom oxidation av meta-xylen med kobolt-mangan som katalysator.
  +  3 O2   {\displaystyle \rightarrow }    +  2 H2O

## Användning
Isoftalsyra används för framställning av aramidfiber och polyester.